# Oberea elongatipennis
Oberea elongatipennis är en skalbaggsart som beskrevs av Maurice Pic 1940. Oberea elongatipennis ingår i släktet Oberea och familjen långhorningar. Inga underarter finns listade i Catalogue of Life.